# رينيلوي ليتشولونياني
رينيلوي ليتشولونياني (بالإنجليزية: Reneilwe Letsholonyane)‏ (مواليد 9 يونيو 1982 في سوويتو) لاعب كرة قدم جنوب أفريقي يلعب حاليا لصالح نادي كايزر تشيفز الجنوب الأفريقي .

## روابط خارجية
- رينيلوي ليتشولونياني على موقع الاتحاد الدولي (مؤرشف)  (الإنجليزية)
- رينيلوي ليتشولونياني على موقع قاعدة بيانات كرة القدم.إي يو (الإنجليزية)
- رينيلوي ليتشولونياني على موقع ناشيونال فوتبول تيمز (الإنجليزية)
- رينيلوي ليتشولونياني على موقع Soccerway.com (الإنجليزية)
- رينيلوي ليتشولونياني على موقع كووورة